# Alexander Duncker
Alexander Friedrich Wilhelm Duncker (18 de febrero de 1813-23 de agosto de 1879) fue un editor y librero alemán.

## Biografía y familia
Nacido en Berlín, asimismo, descendía de una exitosa familia de libreros de su ciudad natal, siendo el hijo de Carl Friedrich Wilhelm Duncker (1786-1869) y Fanny Duncker (nacida Wolff). Sus hermanos incluían al historiador y político Maximilian Duncker (1811-1886), y al editor y erudito Franz Duncker (1822-1888), fundador de un sindicato de trabajadores con el economista Max Hirsch (1832-1905). Otro hermano, Hermann Carl Rudolf Duncker (1817-1892) era miembro de la Asamblea Nacional Prusiana y alcalde de Berlín.
El padre de Duncker había fundado la firma editorial Dunckler & Humblot en 1809, gobernando solo la editorial tras la muerte de su socio de empresa Peter Humblot en 1828. Alexander Dunckler empezó su educación en 1829. Después de aprendizajes con Friedrich Christoph Perthes y Johann Besser en Hamburgo, Duncker fundó su propia firma, "Verlag Alexander Duncker". Esta firma estaba especializada en belles lettres (en alemán: Belletristik) y artes visuales. Entre los autores que publicó se encontraban Thekla von Gumpert, Ida Hahn-Hahn, Paul Heyse, Karl von Holtei, August Kopisch, Fanny Lewald, Elise Polko, Christian Friedrich Scherenberg, Hermann von Pückler-Muskau, y Friedrich von Uechtriz. Fue instrumental en la promoción de nuevos autores, y algunos de ellos como Emanuel Geibel, Wilhelm Jensen, Marie Petersen, Gustav zu Putlitz, y Theodor Storm hallaron su primer reconocimiento a través de los esfuerzos de Duncker.
Duncker tuvo conexiones políticas de gran alcance y tenía correspondencia regular con el rey Federico Guillermo IV. Más tarde, mantuvo contacto con el emperador Guillermo I. Desde 1841 sostuvo el título de "Librero Real de la Corte". Como oficial en la reserva con el rango de teniente coronel, participó en las guerras contra Dinamarca (1864), Austria (1866), y Francia (1870-71).

## Obras
Un punto álgido en su producción fue la colección de castillos prusianos bajo el título Las residencias rurales, palacios y residencias de la nobleza prusiana, junto con la familia real, casas de vacaciones, y jardines en vivas, con ejecución artística, coloridas ilustraciones con texto de acompañamiento que apareció entre 1857-1883. Las series de 320 firmas en 16 volúmenes incluía 960 litografías con medidas 20x15 cm. La colección tiene especial valor por su registro pictórico de numerosas edificaciones del Estado de los antiguos territorios orientales alemanes, muchas de las cuales fueron destruidas durante y después de la II Guerra Mundial cuando estas regiones fueron transferidas a Polonia y la Unión Soviética.

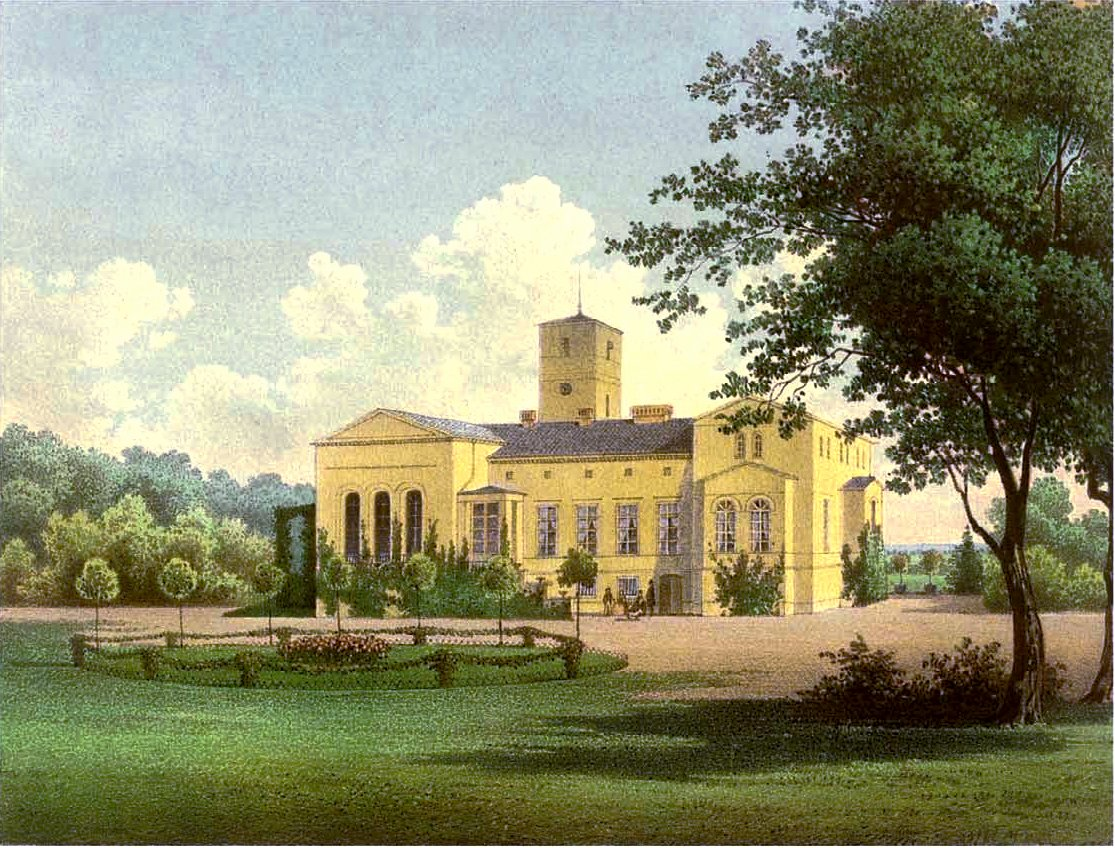
Mansión Glietz Brandeburgo en 1865
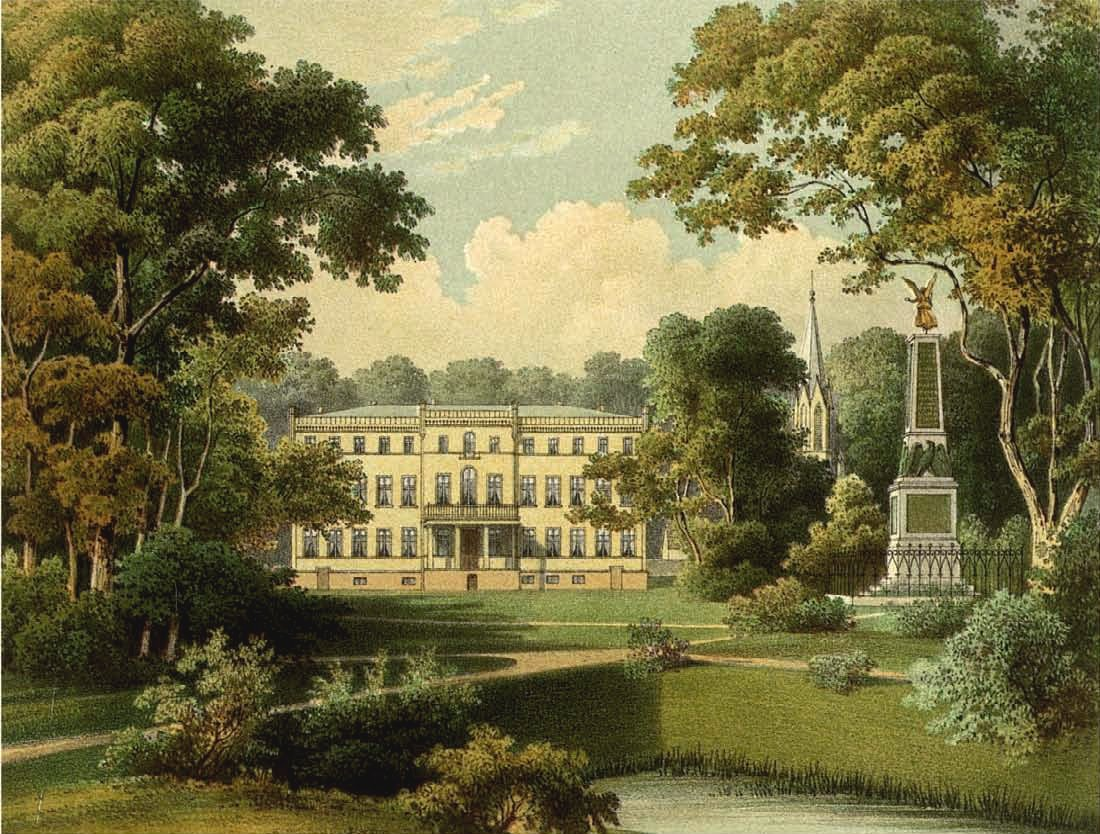
Tamsel
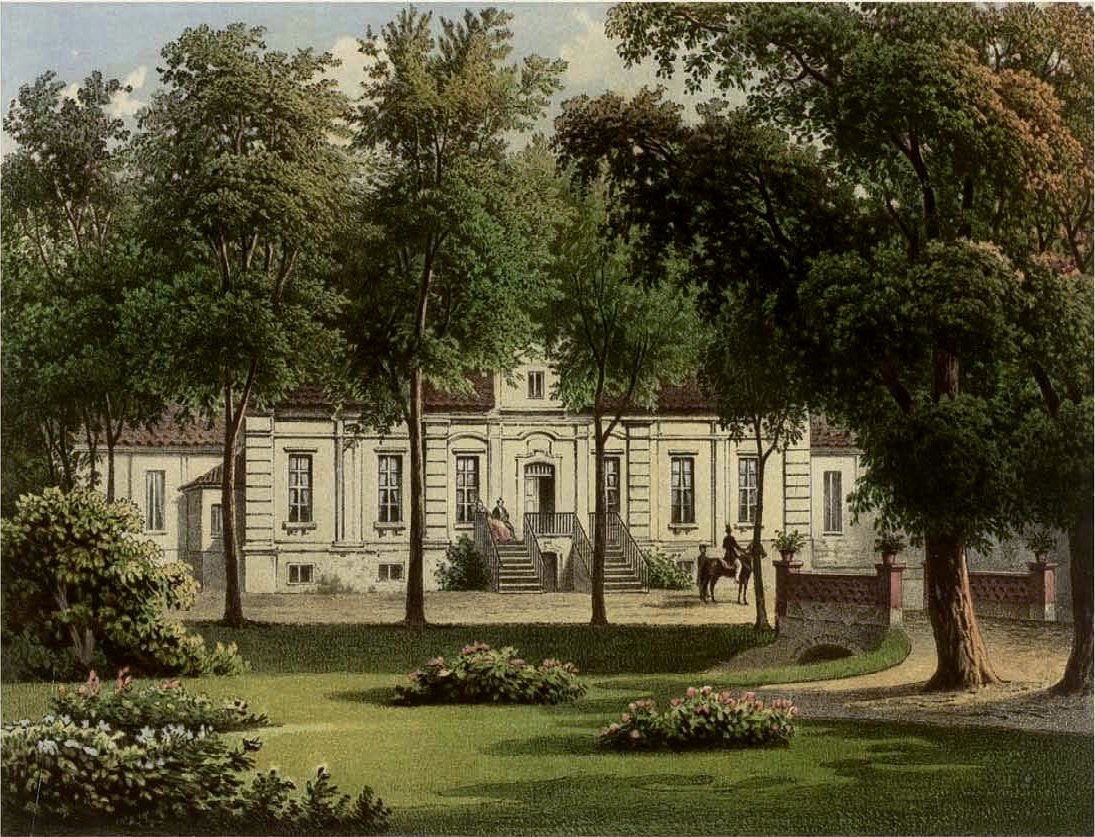
Mansión Fredersdorf
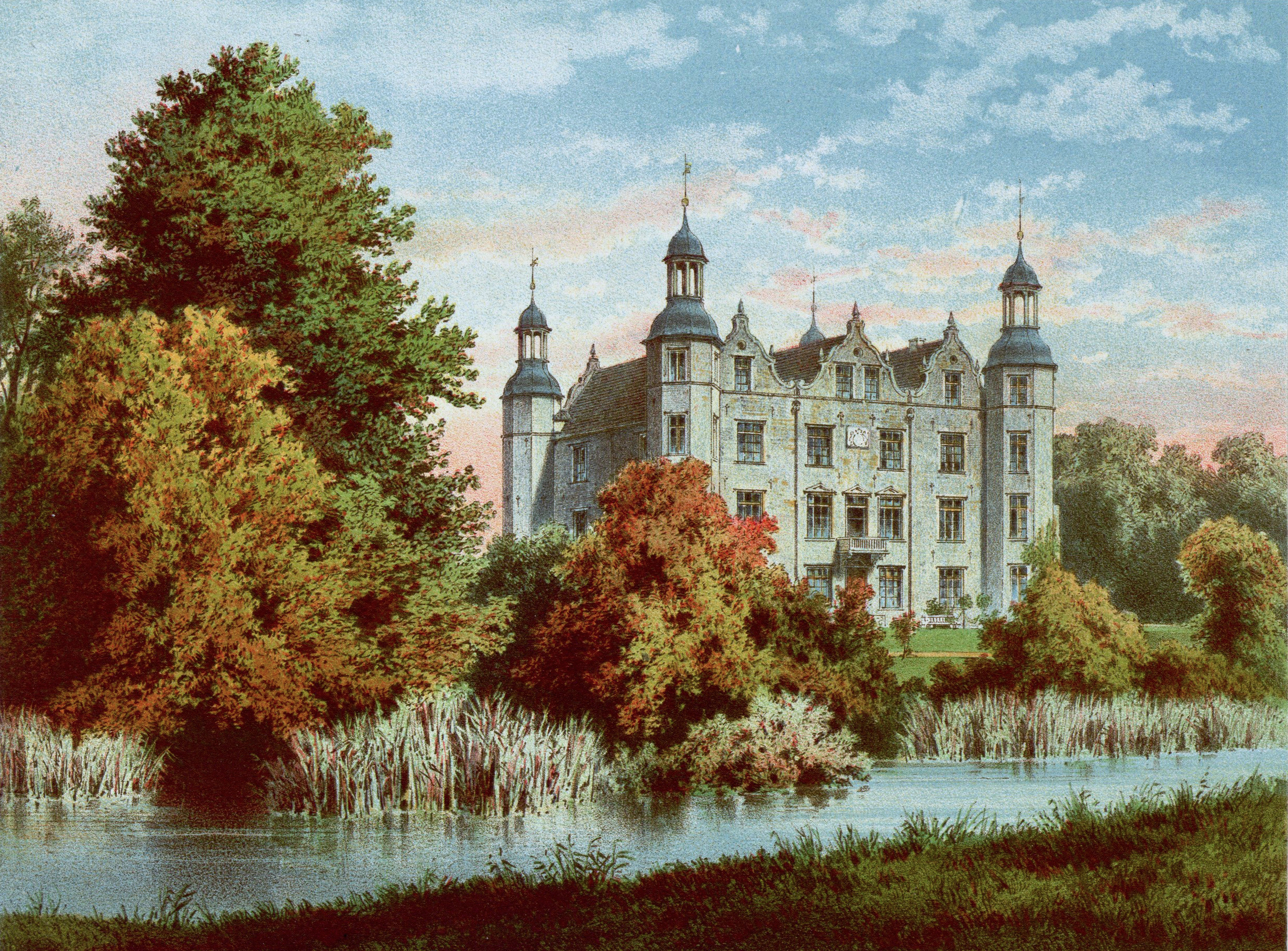
Palacio de Ahrensburg en Schleswig-Holstein
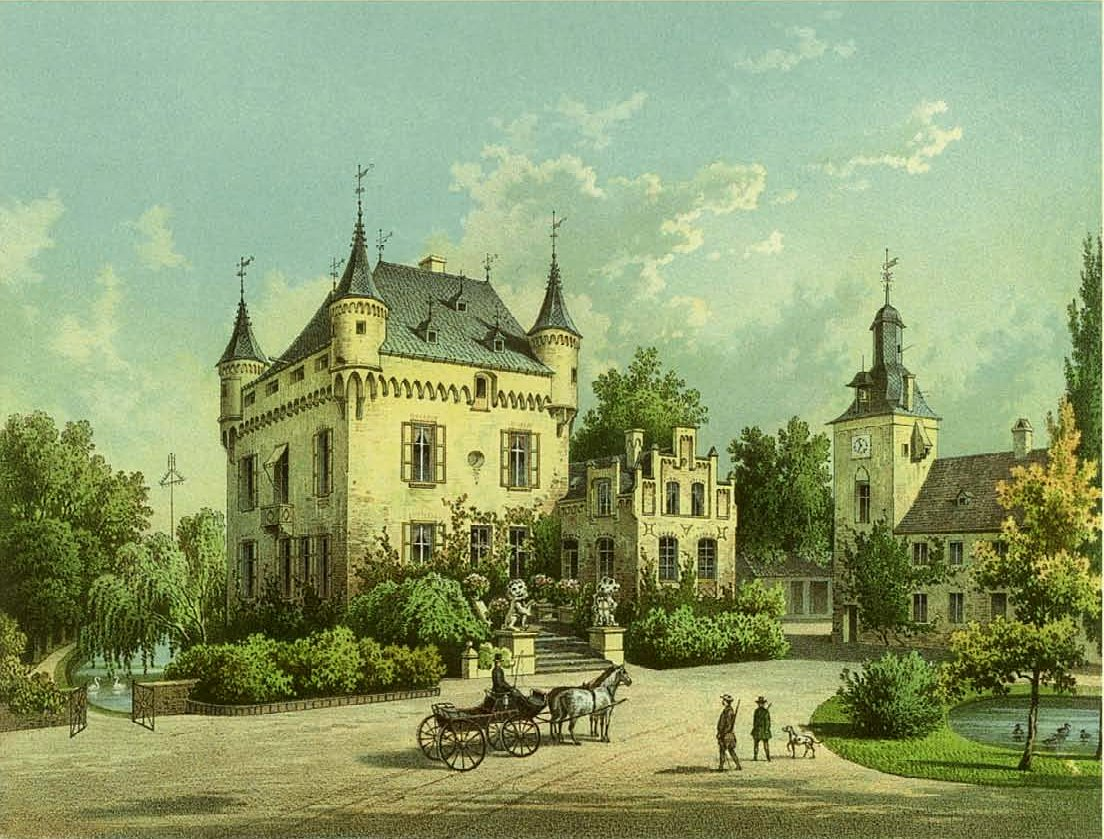
Lörsfeld Hall
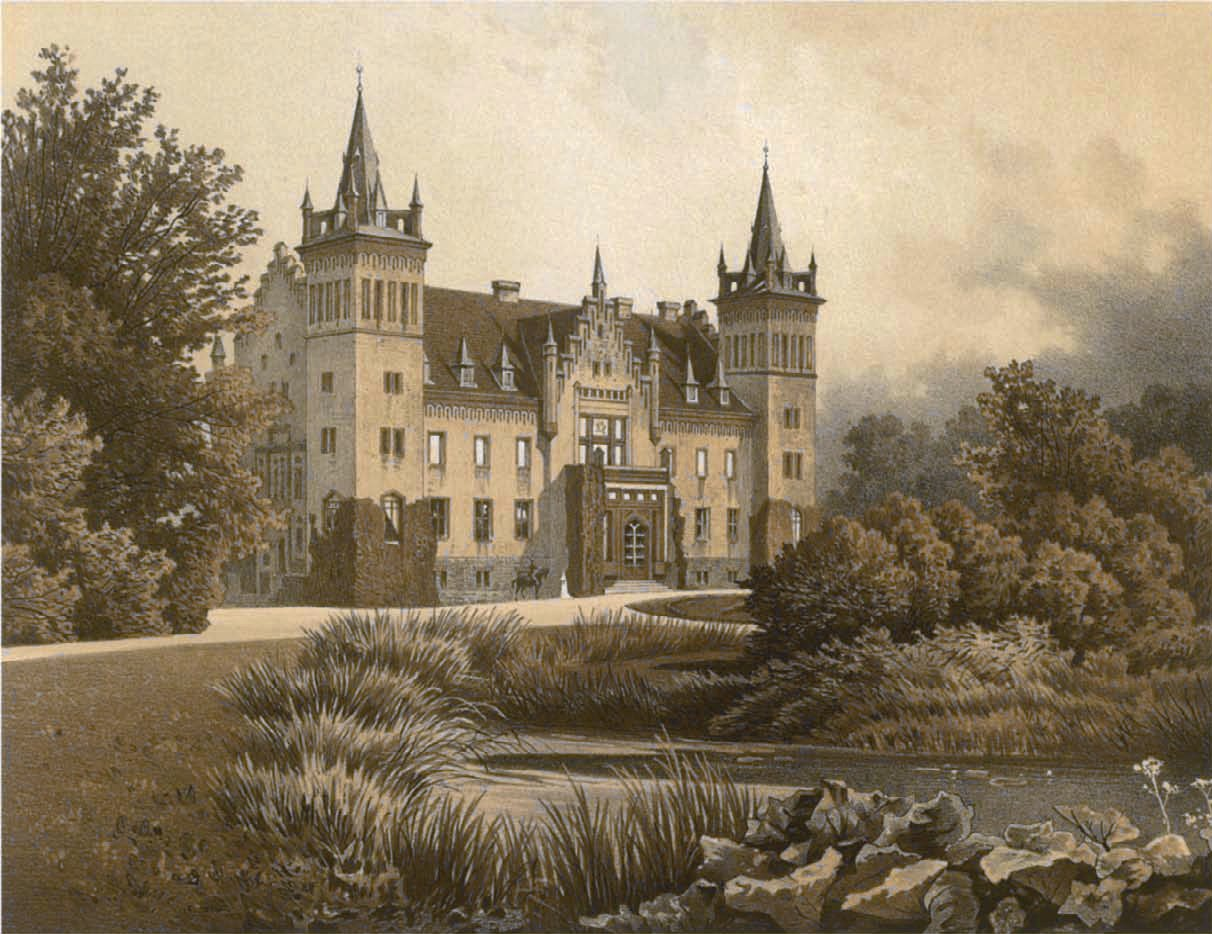
Rozbitek
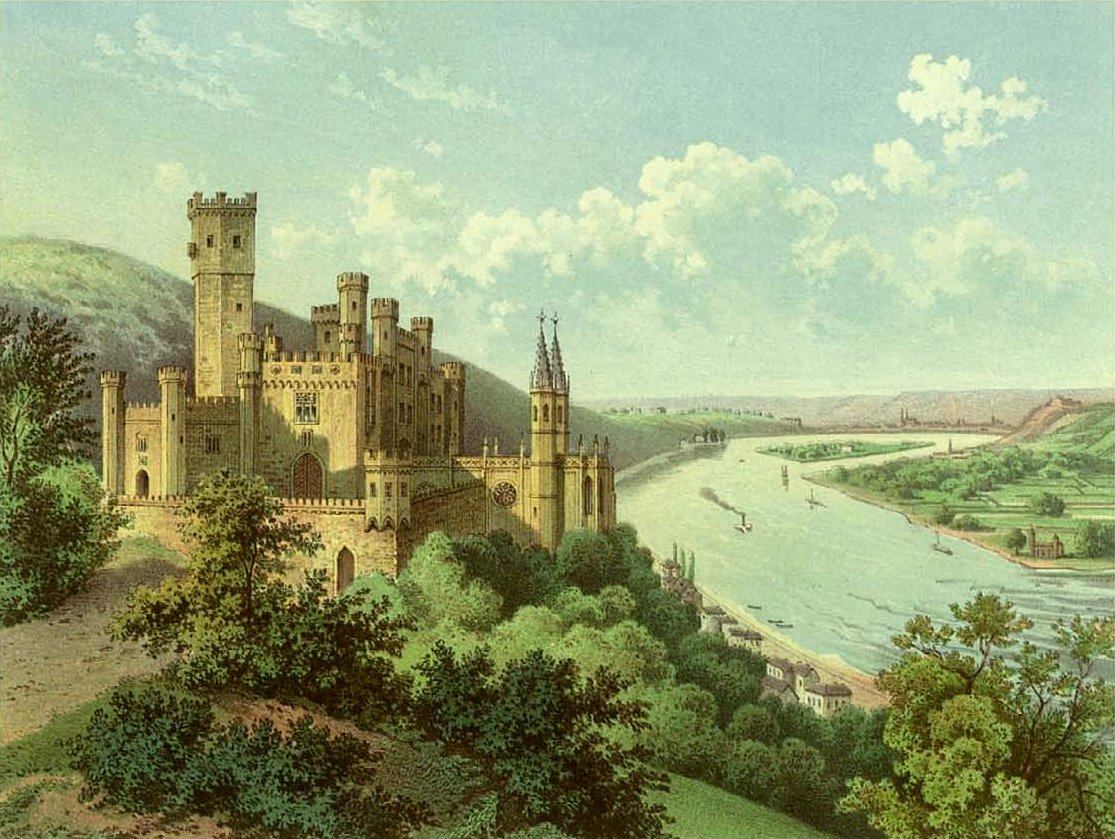
Castillo de Stolzenfels
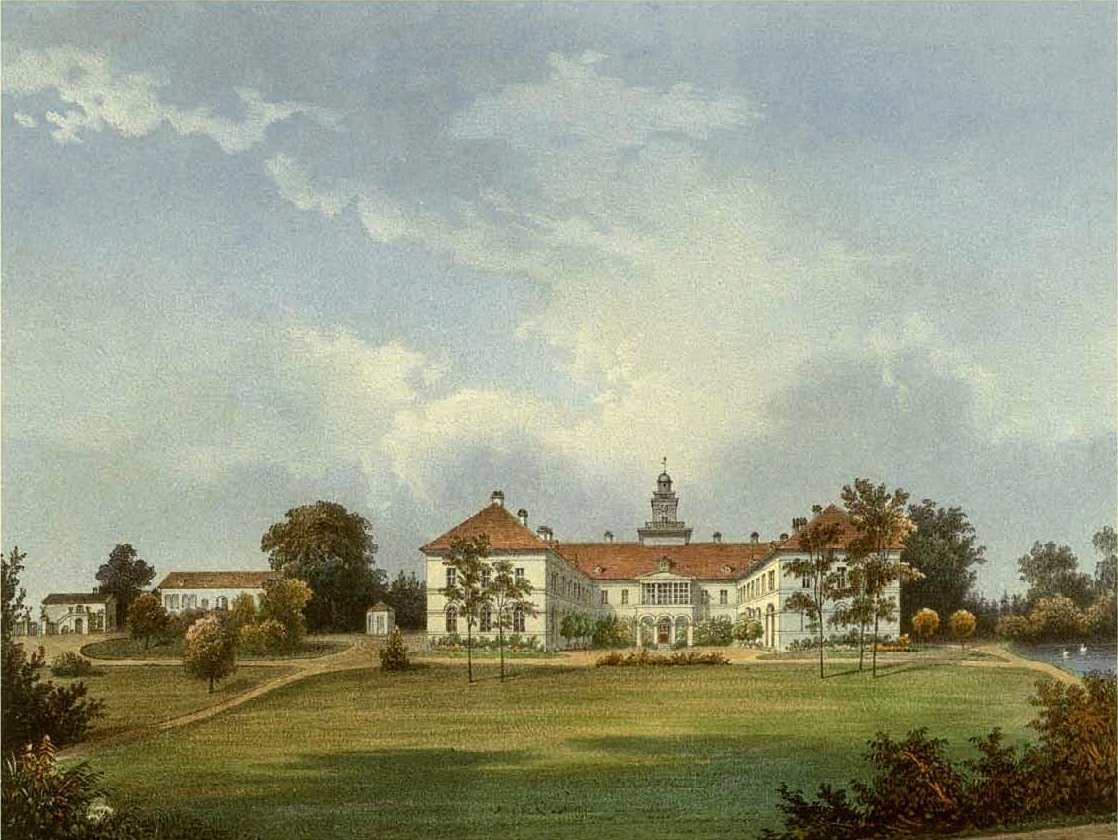
Tillowitz (Silesia)

Otro importante proyecto fue una edición de la correspondencia política de Federico el Grande, que a la muerte de Duncker había aparecido en 24 volúmenes - finalmente totalizando 46 volúmenes para 1939 cuando fue interrumpido por la Segunda Guerra Mundial. El proyecto fue reanudado con la publicación del volumen 47 en 2003.
Duncker también escribió sus propios trabajos, incluyendo:
- 1851 Los Patriotas: drama nacional en tres actos.
- 1867 A Través de la Noche hasta la Luz. Una historia del tiempo
- 1877 Fuera de la carretera. Poemas de un vagabundo
- 1886 Angiola Folimarino (novela)
- 1891 Su Imagen (novela)
- 1897 Las Golondrinas. Un cuento para niños.